# Cotu (okręg Ardżesz)
Cotu – wieś w Rumunii, w okręgu Ardżesz, w gminie Cuca. W 2011 roku liczyła 103 mieszkańców.